# Michał Ajzner

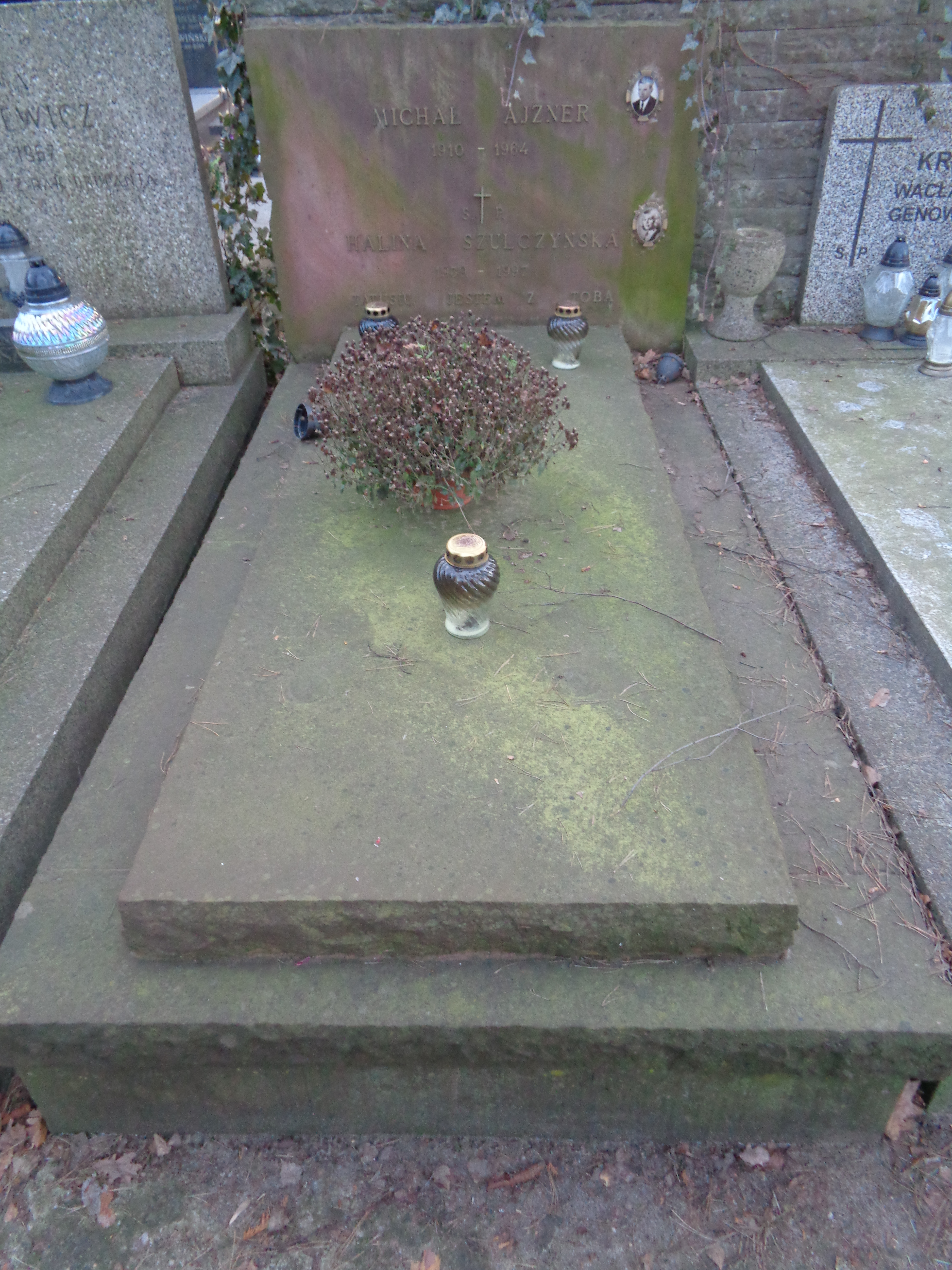
Grób Michała Ajznera na cmentarzu wojskowym na Powązkach

Michał Ajzner pseud. Poldek, Władek (ur. 13 lipca 1910 w Będzinie, zm. 22 sierpnia 1964 w Kołobrzegu) – działacz komunistyczny i związkowy.

## Życiorys
Syn żydowskiego piaskarza Herszela, w 1924 skończył szkołę podstawową  i został pomocnikiem ślusarskim w fabryce, 1926–1928 praktykant w zakładzie fotograficznym w Sosnowcu. W 1926 wstąpił do MOPR, a w 1928 do Związku Młodzieży Komunistycznej (ZMK). Na krótko aresztowany za działalność komunistyczną w 1928, później był robotnikiem. „Technik” w ZMK, a 1929–1931 sekretarz Komitetu Dzielnicowego (KD) KZMP w Będzinie.
W 1931 aresztowany pod zarzutem udziału w zabójstwie agenta policji, zwolniony z braku dowodów. W styczniu 1932 aresztowany i skazany na rok więzienia w Mysłowicach, gdzie był członkiem zarządu komuny więziennej. Od 1933 pracował w zakładach przemysłu cynkowego, których załogę agitował za wstąpieniem do związków zawodowych, za co został zwolniony z pracy. Członek KPP, od 1934 sekretarz KD KPP w Będzinie i wiceprzewodniczący oddziału związku zawodowego chemików. Współorganizator klasowego związku zawodowego metalowców i kilku strajków, m.in. w fabryce łańcuchów i drutu w Będzinie. W 1934 wziął udział w zjeździe górników jako przedstawiciel związku zawodowego chemików, w 1934 był dwa razy aresztowany i zwolniony z braku dowodów. 1935–1936 organizował akcję ochrony bieda-szybów. W styczniu 1936 wybrany do Komitetu Okręgowego (KO) KPP Zagłębia Dąbrowskiego, z polecenia którego 1 maja 1936 organizował jednolitofrontową demonstrację pierwszomajową w Będzinie, za co został osadzony w obozie w Berezie Kartuskiej od maja 1936 do marca 1937. Po zwolnieniu wrócił do Będzina, gdzie był sekretarzem KD KPP do rozwiązania partii w sierpniu 1938. Później był fotografem w Olkuszu.
Jesienią 1939 po uniknięciu aresztowania przez gestapo udał się z rodziną do Lwowa, gdzie był laborantem, a 1940–1941 pracował przy wyrębie tajgi na Syberii. Od 1942 palaczem w kotłowni w Kujbyszewie, potem technikiem urządzeń grzewczych w tym mieście. Od 1943 członek ZPP.
W 1946 wrócił do kraju z zadaniem organizowania związków zawodowych w Dzierżoniowie. Przez rok był przewodniczącym Powiatowej Rady Związków Zawodowych, a 1947–1953 był sekretarzem Komitetu Zakładowego PPR/PZPR w Bielawskich Zakładach Przemysłu Bawełnianego. Od 1953 kierownik komórki wynalazczości w Warszawskich Zakładach Przemysłu Gumowego, potem sekretarz POP PZPR. Członek KD PZPR Praga-Południe i kilku komisji tego komitetu. Członek Komitetu Warszawskiego PZPR.
Był odznaczony Krzyżem Oficerskim Orderu Odrodzenia Polski.
Pochowany na Cmentarzu Wojskowym na Powązkach kwatera C2, rząd 11, grób 16.